# Anogeissus latifolia
Anogeissus latifolia är en tvåhjärtbladig växtart som först beskrevs av William Roxburgh och Dc., och fick sitt nu gällande namn av Richard Henry Beddome. Anogeissus latifolia ingår i släktet Anogeissus och familjen Combretaceae. Inga underarter finns listade i Catalogue of Life.

## Bildgalleri

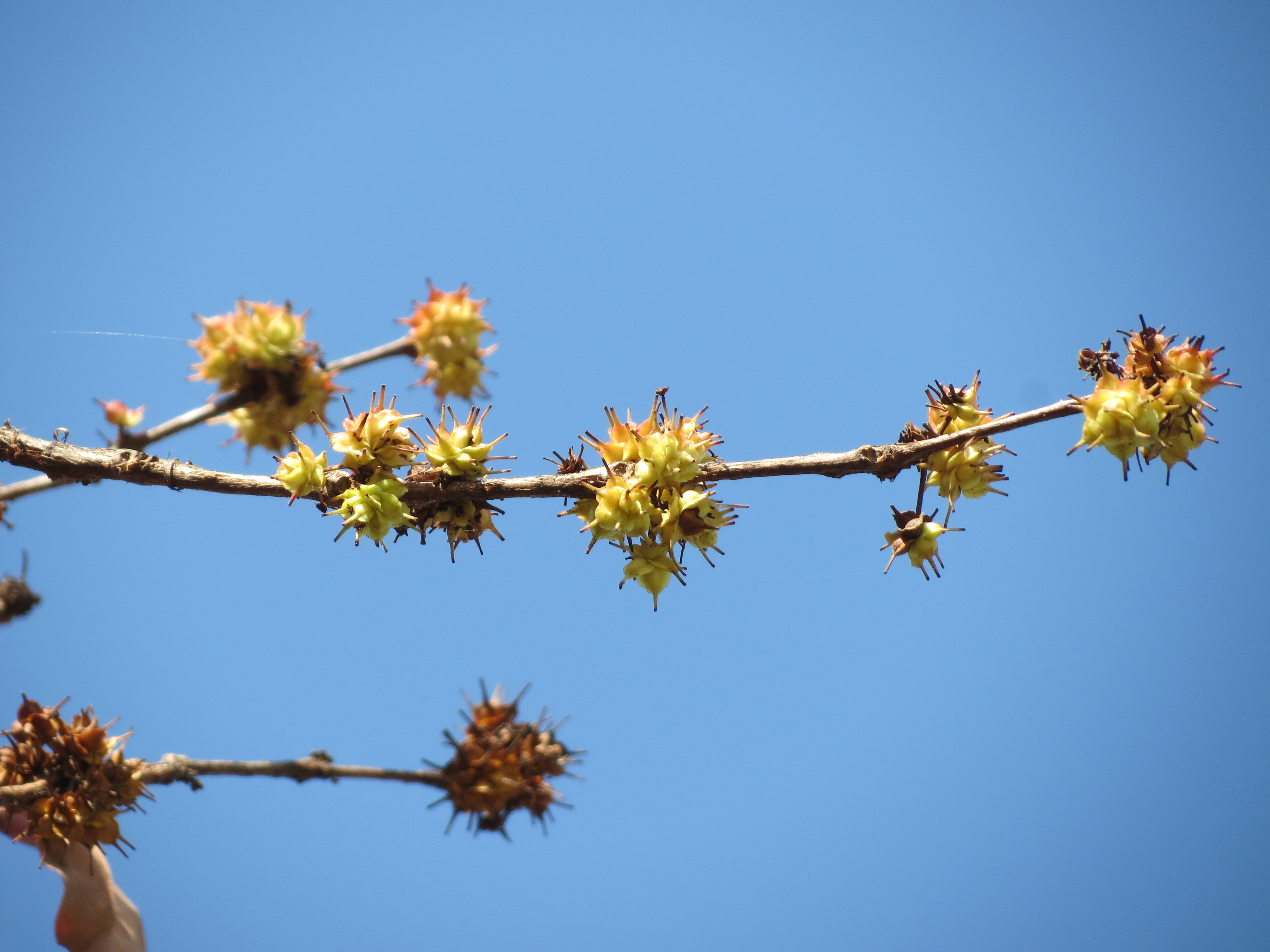
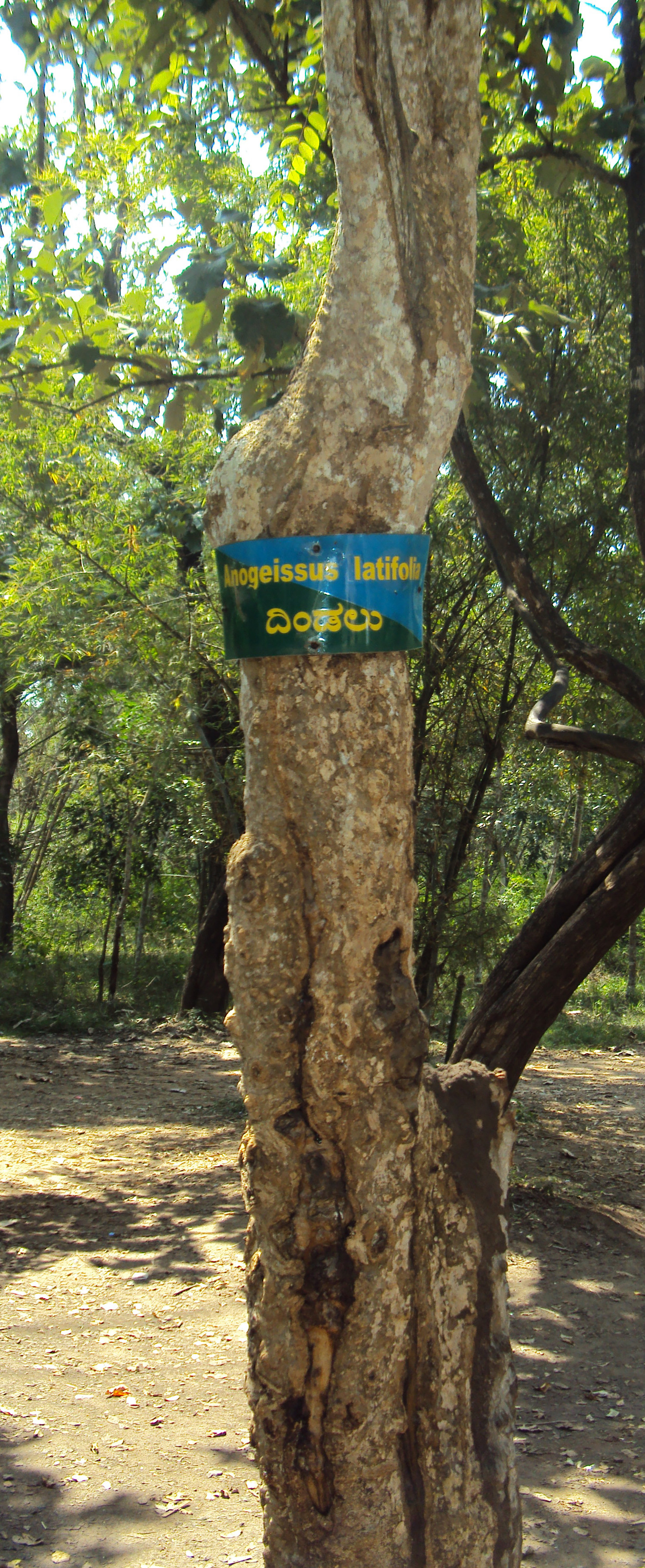